# 豚帶波魚
豚帶波魚（学名：Rasbora aprotaenia）為輻鰭魚綱鯉形目鯉科波魚屬的其中一個種，該物種分布於亞洲爪哇島北部，體長可達5.1公分，棲息在中底層水域。